# Lijst van voetbalinterlands Madagaskar - Seychellen
Deze lijst van voetbalinterlands is een overzicht van alle officiële voetbalwedstrijden tussen de nationale teams van Madagaskar en de Seychellen. De landen hebben tot op heden twaalf keer tegen elkaar gespeeld. De eerste ontmoeting, een vriendschappelijke wedstrijd, vond plaats op 30 augustus 1990 in Antananarivo. Het laatste duel, een kwalificatiewedstrijd voor het African Championship of Nations 2022, werd gespeeld in de Malagassische hoofdstad op 31 juli 2022.

## Wedstrijden
| №  | Plaats       | Datum            | Competitie                                        | Wedstrijd               | Uitslag |
| -- | ------------ | ---------------- | ------------------------------------------------- | ----------------------- | ------- |
| 1  | Antananarivo | 30 augustus 1990 | Vriendschappelijk                                 | Madagaskar − Seychellen | 6 − 0   |
| 2  | Roche Caiman | 26 augustus 1993 | Vriendschappelijk                                 | Madagaskar − Seychellen | 2 − 1   |
| 3  | Antananarivo | 7 augustus 1998  | Vriendschappelijk                                 | Madagaskar − Seychellen | 3 − 0   |
| 4  | Antananarivo | 11 augustus 1998 | Vriendschappelijk                                 | Madagaskar − Seychellen | 5 − 2   |
| 5  | Curepipe     | 28 augustus 2003 | Vriendschappelijk                                 | Seychellen − Madagaskar | 1 − 1   |
| 6  | Maputo       | 29 april 2007    | COSAFA Cup 2007                                   | Madagaskar − Seychellen | 5 − 0   |
| 7  | Witbank      | 21 juli 2008     | COSAFA Cup 2008                                   | Madagaskar − Seychellen | 1 − 1   |
| 8  | Windhoek     | 11 juni 2016     | COSAFA Cup 2016                                   | Seychellen − Madagaskar | 0 − 1   |
| 9  | Saulspoort   | 26 juni 2017     | COSAFA Cup 2017                                   | Madagaskar − Seychellen | 2 − 0   |
| 10 | Pietersburg  | 29 mei 2018      | COSAFA Cup 2018                                   | Seychellen − Madagaskar | 1 − 1   |
| 11 | Saint Pierre | 23 juli 2022     | African Championship of Nations 2022 kwalificatie | Seychellen − Madagaskar | 0 − 1   |
| 12 | Antananarivo | 31 juli 2022     | African Championship of Nations 2022 kwalificatie | Madagaskar − Seychellen | 3 − 0   |

## Samenvatting
| Competitie                                   | Totaal gespeeld | Winst Madagaskar | Gelijk | Winst Seychellen | Doelsaldo Madagaskar – Seychellen |
| -------------------------------------------- | --------------- | ---------------- | ------ | ---------------- | --------------------------------- |
| African Championship of Nations-kwalificatie | 2               | 2                | 0      | 0                | 4 − 0                             |
| COSAFA Cup                                   | 5               | 3                | 2      | 0                | 10 − 2                            |
| Vriendschappelijk                            | 5               | 4                | 1      | 0                | 17 − 4                            |
| Totaal                                       | 12              | 9                | 3      | 0                | 31 − 6                            |

FMF · A-internationals · Malagassisch vrouwenelftal
1960 – 1969 ·
1970 – 1979 ·
1980 – 1989 ·
1990 – 1999 ·
2000 – 2009 ·
2010 – 2019 ·
2020 − 2029
1963 ·
1964 ·
1965 ·
1966 · 
1967 ·
1968 ·
1969 · 
1970 · 
1971 · 
1972 ·
1973 · 
1974 ·
1975 ·
1976 ·
1977 ·
1978 · 
1979 ·
1980 · 
1981 · 
1982 ·
1983 · 
1984 ·
1985 · 
1986 ·
1987 ·
1988 ·
1989 ·
1990 ·
1991 ·
1992 ·
1993 ·
1994 · 
1995 ·
1996 ·
1997 ·
1998 ·
1999 · 
2000 · 
2001 · 
2002 · 
2003 · 
2004 · 
2005 · 
2006 · 
2007 · 
2008 · 
2009 · 
2010 · 
2011 · 
2012 · 
2013 ·
2014 ·
2015 ·
2016 ·
2017 ·
2018 ·
2019 ·
2020 ·
2021 ·
2022 ·
2023 ·
2024
Algerije ·
Angola ·
Benin ·
Botswana ·
Burkina Faso ·
Burundi ·
Centraal-Afrikaanse Republiek ·
Comoren ·
Congo-Brazzaville ·
Congo-Kinshasa ·
Egypte ·
Equatoriaal-Guinea ·
Ethiopië ·
Gabon ·
Gambia ·
Ghana ·
Guinee ·
Iran ·
Ivoorkust ·
Kaapverdië ·
Kameroen ·
Kenia ·
Kosovo ·
Lesotho ·
Liberia ·
Luxemburg ·
Malawi · 
Mali · 
Mauritanië ·
Mauritius · 
Mozambique · 
Namibië · 
Niger ·
Nigeria · 
Oeganda · 
Rwanda ·
Sao Tomé en Principe ·
Senegal ·
Seychellen · 
Soedan ·
Swaziland · 
Tanzania · 
Togo · 
Tsjaad ·
Tunesië · 
Zambia · 
Zimbabwe · 
Zuid-Afrika
SFF · A-internationals · Seychels vrouwenelftal
1980 - 1989 · 
1990 - 1999 · 
2000 – 2009 · 
2010 – 2019 ·
2020 − 2029
Algerije ·
Angola ·
Bangladesh ·
Botswana ·
Burkina Faso ·
Burundi ·
Comoren ·
Congo-Kinshasa ·
Eritrea ·
Ethiopië ·
Gabon ·
Gambia ·
Ivoorkust ·
Kenia ·
Lesotho ·
Libië ·
Madagaskar ·
Malawi ·
Malediven ·
Mali ·
Mauritius ·
Mozambique ·
Namibië ·
Nigeria ·
Oeganda ·
Palestina ·
Rwanda ·
San Marino ·
Sierra Leone ·
Soedan ·
Sri Lanka ·
Swaziland ·
Tanzania ·
Tunesië ·
Zambia ·
Zimbabwe ·
Zuid-Afrika ·
Zuid-Soedan